# Drietandhooiwagen
De Drietandhooiwagen (Oligolophus tridens) is een hooiwagen uit de familie echte hooiwagens (Phalangiidae).